# Prix Konrad Wolf
Le prix Konrad Wolf est un prix artistique décerné par l'Académie des arts de Berlin "pour des réalisations exceptionnelles dans les domaines des arts de la scène, du cinéma et des arts médiatiques". Il porte le nom de Konrad Wolf, réalisateur et président de longue date de l’Académie. 
Le prix est décerné chaque année depuis 1986. Il est doté de 5 000 euros. 
- 1988: Ruth Berghaus
- 1989: Blague de Helke Missel [1]
- 1990: Heiner Carow
- 1991: Katharina Thalbach
- 1992: Peter Konwitschny
- 1993: Marguerite de Trotta
- 1994: Jürgen Flimm
- 1995: Ken Loach
- 1996: Christoph Marthaler
- 1997: Volker Schlöndorff
- 1998: Michael Haneke
- 2001: Agnès Varda
- 2002: Jossi Wieler
- 2003: Abbas Kiarostami [2]
- 2004: Lars von Trier [3]
- 2005: Andres Veiel [4]
- 2006: Wolfgang Engel [5]
- 2007: Edgar Reitz [6]
- 2008: Simon McBurney [7]
- 2009: Avi Mograbi [8]
- 2010: Alvis Hermanis [9]
- 2011: Béla Tarr [10]
- 2012: Meg Stuart [11]
- 2013: agence de photo OSTKREUZ [12]
- 2014: Jürgen Holtz
- 2015: Christoph Schlingensief (à titre posthume)
- 2016: Nicola Hümpel
- 2017: Márta Mészáros
- 2018: Lettre internationale
- 2019: Heidi Specogna
- 2020: Alexander Lang
- 2021: Abderrahmane Sissako
- 2023: Julian Assange